# Логовский район
Логовский район — административно-территориальная единица в составе Сталинградского края, Сталинградской и Волгоградской областей, существовавшая в 1935—1963 годах. Центр — хутор Логовской (с 1960 — пгт Лог).
Логовский район был образован в составе Сталинградского края 25 января 1935 года из частей Иловлинского и Фроловского районов.
В состав района вошли сельсоветы: из Иловлинского района: Белужье-Колдаировский, Вильтовский, Логовский, Озерский, Старо-Донской, Трактирский; из Фроловского района: Верхне-Липовский, Выездинский, Головский, Зимовский, Ново-Липовский, Писаревский, Шляховский.
5 декабря 1936 года Логовский район вошёл в Сталинградскую область.
16 декабря 1938 года Головский с/с был передан во Фроловский район.
17 марта 1951 года из упразднённого Сиротинского района в Логовский были переданы Ближне-Перекопский, Камышинский, Ново-Григорьевский, Сиротинский, Старо-Григорьевский и Хмелевский с/с.
24 июня 1954 года Нижне-Липовский с/с был присоединён к Писаревскому, Выездинский — к Зимовскому, Трактирский к Логовскому, Белуже-Колдаирский — к Старо-Донскому, Ближне-Перекопский — к Камышинскому, Вилтовский — к Озерскому, Старо-Григорьевский — к Ново-Григорьевскому, Хмелевский — к Сиротинскому. Верхне-Липовский и Шляховский с/с были объединены в Красно-Липовский с/с.
10 мая 1958 года Старо-Донской с/с был присоединён к Озерскому.
26 марта 1960 года центр района хутор Логовской был преобразован в пгт Лог.
7 февраля 1963 года Логовский район был упразднён, а его территория разделена между Клетским и Фроловским районами.